# Trichosilia manifesta
Trichosilia manifesta là một loài bướm đêm trong họ Noctuidae.